# Yến Lan
Yến Lan (tên khai sinh là Lâm Thanh Lang; 1916-1998) là một nhà thơ, nhà viết kịch Việt Nam, được truy tặng Giải thưởng Nhà nước về Văn học Nghệ thuật vào năm 2007.

## Tiểu sử
Yến Lan (tên khai sinh là Lâm Thanh Lang, có bút danh là Xuân Khai) sinh ngày 2 tháng 3 năm 1916, quê tại thị trấn Bình Định, huyện An Nhơn (nay là phường Bình Định, thị xã An Nhơn), tỉnh Bình Định. Ông nội Yến Lan là nhà nho, thuộc dòng Minh Hương ở Phúc Kiến. Ông mồ côi mẹ năm 6 tuổi. Trước năm 1945, Yến Lan sống bằng nghề dạy học tư và viết văn.
Sau Cách mạng tháng Tám, ông là Uỷ viên văn hoá Cứu quốc Bình Định (1947–1949); là Uỷ viên văn hoá kháng chiến Nam Trung Bộ, trưởng đoàn kịch Kháng chiến. Từ 1950 đến 1954 ông làm công tác văn hoá văn nghệ ở Bình Định. Sau 1954, Yến Lan tập kết ra Bắc, trở thành hội viên Hội Nhà văn Việt Nam từ năm 1957, làm việc tại Nhà xuất bản Văn học và tham gia phong trào Nhân văn - Giai phẩm.
Sau năm 1975, ông trở về công tác tại Hội văn nghệ Bình Định và mất tại đây ngày 5 tháng 10 năm 1998.

## Sự nghiệp
Yến Lan sáng tác thơ từ sớm và cùng với Hàn Mặc Tử, Chế Lan Viên, Quách Tấn hợp thành Bàn thành tứ hữu (bốn người bạn thơ đất Bình Định) nổi tiếng trên thi đàn lúc đó. Trong giai đoạn này, ông cùng Hàn Mặc Tử, Chế Lan Viên sáng tác theo trường phái Thơ loạn (còn gọi là Thơ điên) với những trăng, xương, máu, hồn ma... trong thơ. Bài thơ nổi tiếng nhất của ông là "Bến My Lăng", được ông viết ở độ tuổi 16 – 17. Sau này Yến Lan được đánh giá cao với thơ tứ tuyệt.
Xuân Diệu từng nhận xét: “Tứ tuyệt là một thể thơ rất khó, phải tập trung, hàm súc, và cần có một sáng tạo gì như là một sự bất ngờ, một uẩn khúc trong 4 câu”. Yến Lan được xem là người sở trường về thơ tứ tuyệt. Cho tới khi mất, ông đã viết tới cả ngàn bài.
| “                                  | Trong số lưa thưa bậc hảo hán của thơ tứ tuyệt Việt Nam hiện đại, Yến Lan thuộc loại "bố già". Một "bố già" hiền lành. Không cân quắc, ngang tàng, vang động. Nhưng vẫn đầy cốt cách trong cung cách âm thầm... Trong tứ tuyệt Yến Lan thường nén lại một nông nỗi thở dài. Có khá nhiều cám cảnh. Nhưng cốt cách nghệ sĩ, cốt cách tứ tuyệt đã gây cho người đọc một sự kính trọng. | ” |
| — nhà thơ, nhà phê bình Trúc Thông | |   |

Tác phẩm tiêu biểu của Yến Lan có: Bóng giai nhân (kịch thơ), Gái Trữ La (kịch thơ, 1943), Những ngọn đèn (thơ, 1957), Tôi đến tôi yêu (thơ, 1965), Lẵng hoa hồng (thơ, 1968), Giữa hai chớp lửa (thơ, 1978), Én Đào (truyện thơ, 1979), Thơ Yến Lan (thơ, 1987), Cầm chân hoa (thơ tứ tuyệt, 1991), Thơ tứ tuyệt (tuyển tập, 1996)...
Năm 2007, ông được Nhà nước Việt Nam truy tặng Giải thưởng Nhà nước về Văn học nghệ thuật với các tập thơ: Những ngọn đèn, Tôi đến tôi yêu, Lẵng hoa hồng.

## Tác phẩm chính
- Bóng giai nhân (kịch thơ, viết chung với Nguyễn Bính, 1940-1994);
- Gái Trữ La (kịch thơ, 1943);
- Những ngọn đèn (thơ, 1957);
- Tôi đến tôi yêu (thơ, 1965);
- Lẵng hoa hồng (thơ, 1968);
- Giữa hai chớp lửa (thơ, 1978);
- Én đào (truyện thơ, 1979);
- Thơ Yến Lan (thơ, 1987);
- Cầm chân hoa (thơ tứ tuyệt, 1991);
- Thơ tứ tuyệt (tuyển tập, 1996).

Nguồn:

## Vinh danh
- Giải thưởng Nhà nước về Văn học Nghệ thuật năm 2007
- Tại Khu phố Hòa Cư, phường Nhơn Hưng, thị xã An Nhơn, Bình Định có Nhà Lưu niệm nhà thơ Yến Lan.[5] Trong khuôn viên này có bức tượng của ông được khánh thành vào ngày 29 tháng 9 năm 2023.[7]

## Đời tư
Yến Lan có một gia đình êm ấm. Trong hồi ký Sống với nhà thơ Yến Lan, vợ ông cho biết thời trai trẻ có hai người con gái mà ông rất đỗi yêu thương, đấy là cô Bạch Yến và cô Nguyễn Thị Lan, cũng là bạn của nhau. Sau đó cô Lan trở thành vợ ông. Ông đã lấy tên hai người con gái từng ảnh hưởng tới đời sống tinh thần của mình ghép thành bút danh Yến Lan.